# Stenia caclamalis
Stenia caclamalis là một loài bướm đêm trong họ Crambidae.